# 西島安則
西島 安則（にしじま やすのり、1926年11月17日 - 2010年9月3日）は、日本の工学者。専門は高分子化学。工学博士。京都大学名誉教授、京都市立芸術大学名誉教授。京都大学総長・京都市立芸術大学学長（1998年～2004年）・京都市産業技術研究所所長を歴任。2004年瑞宝大綬章受章。

## 略歴
京都府生まれ。旧制京都府立京都第一中学校（現：京都府立洛北高等学校）卒業、京都大学工学部卒業。工学博士。
1949年～1954年京都大学大学院特別研究生。1953年～1956年ブルックリン工科大学高分子研究所留学。1962年京都大学工学博士、1964年京都大学講師。1967年ブルックリン工科大学客員教授、1968年京都大学助教授，1974年京都大学教授、1975年京都大学学生部長、1979年京都大学工学部長、1985年～1991年京都大学総長。1991年京都大学総長任期満了退官、同大学名誉教授。1992年～1993年京都市大学21プラン策定委員会委員長、1992年～1995年日本ユネスコ国内委員会委員長、1993年～1994年日本化学会会長、1994年～1997年日本学術会議副会長、1998年～2004年京都市立芸術大学学長を歴任した。
また日本WHO協会会長、国際高等研究所顧問、財団法人京都府国際センター理事長を務めていた。
主な学位、名誉職にはポリテニック大学（元ブルックリン工科大学）名誉理学博士、サセックス大学名誉理学博士、トロント大学名誉理学博士、シエナ科学アカデミー名誉会員、日本化学会名誉会員、高分子学会名誉会員などがあり、英国化学工業会よりプレジデント・メダルを贈られた。
京大総長時代には、京大に国際交流センターを設置し大学の国際化や学術交流に取り組んだ。また先任の沢田敏男総長時代の1979年以降、吉田寮自治会との間で紛糾していた吉田寮の廃寮問題(「在寮期限」闘争」)を、老朽化した西寮の解体と引き換えに吉田寮現棟の補修と存続を認めるという措置により解決に導いた（京都大学吉田寮参照）。
2010年9月3日、心臓疾患のために逝去。叙従三位。

## 脚註
1. ↑  「高分子」 高分子学会 2010年、59巻、12号、939頁
2. ↑  訃報：西島安則氏（元京都大学総長） 産経新聞 2010年9月5日閲覧
3. ↑  『官報』第5414号、平成22年10月12日